# كارسان

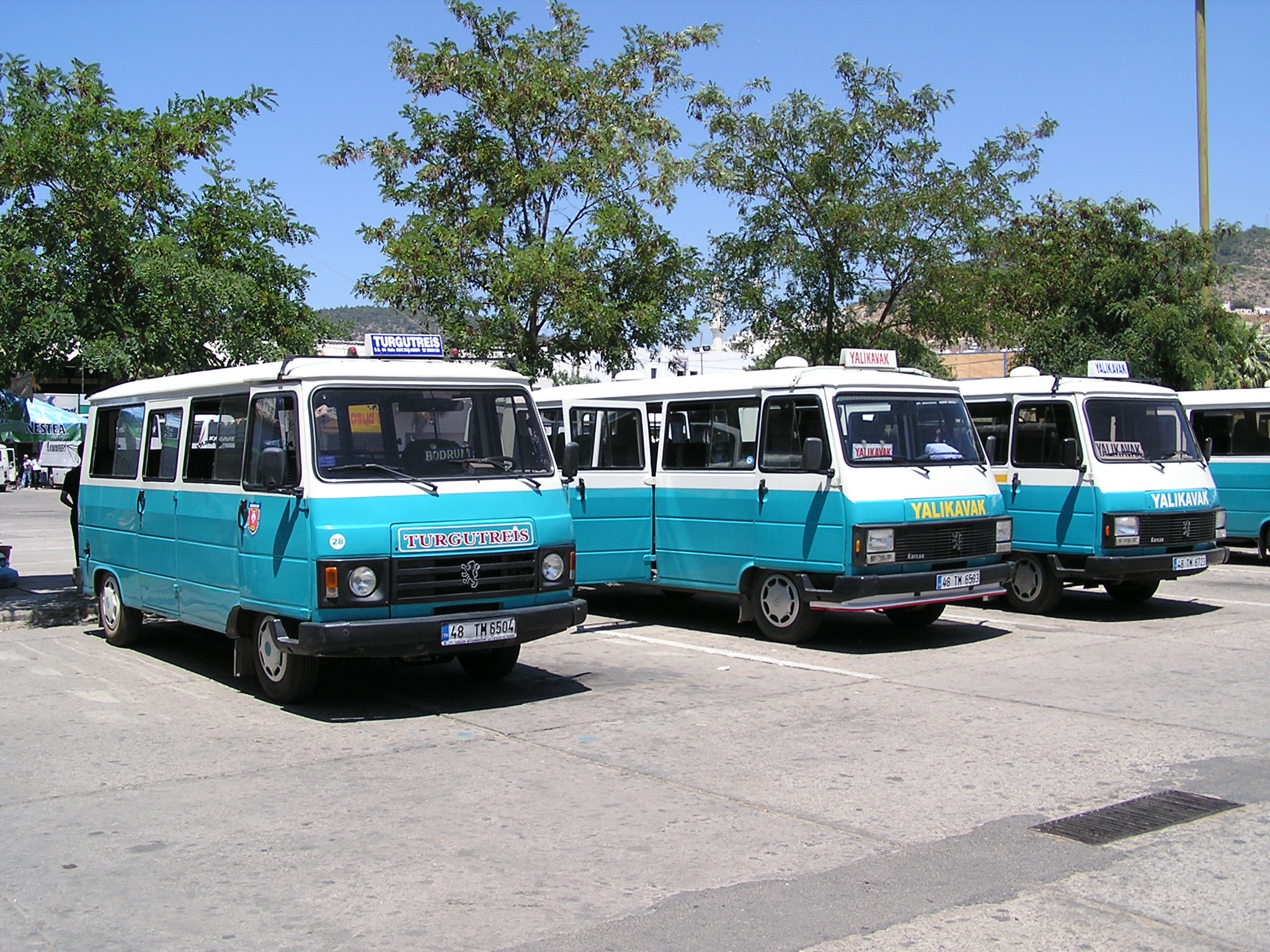
Karsan-built Peugeot J9s dolmuş in بودروم، تركيا

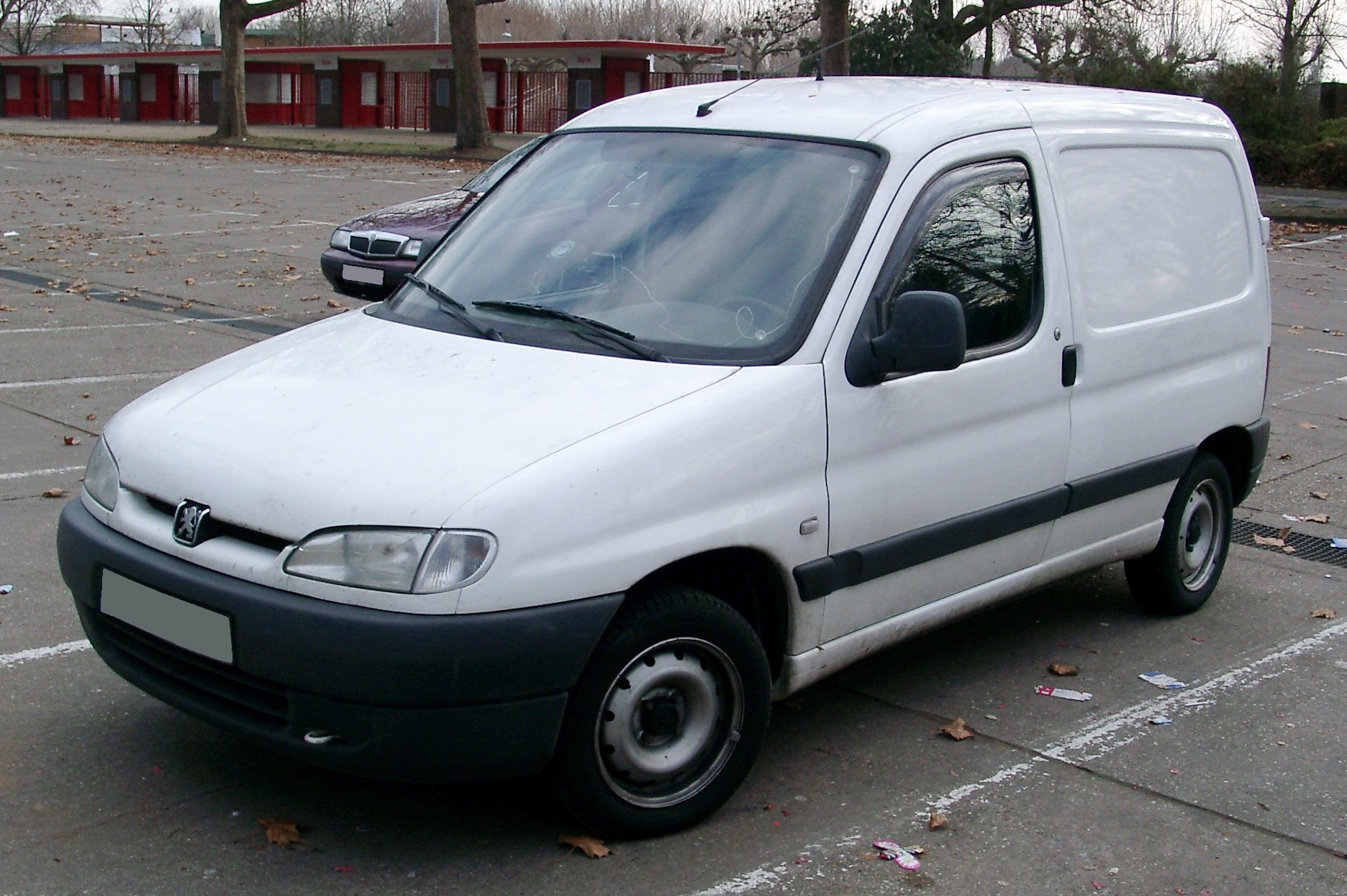
بيجو بارتنر صنعت منذ عام 1997 وقدمت الشركة أشكالا جديدة عام 2003 و 2008

كارسان ((بالتركية: Karsan Otomotiv Sanayii ve Ticaret A.Ş.)‏) هي شركة صناعة سيارات تركية مقرها في نيلوفر، بورصة.

## التاريخ

قامت شركة كارسان بعرض النموذج الأولي لسيارة كارسان في 1 في العاصمة الهولندية امستردام. وكانت الشركة صنعت هذه السيارة للاشتراك في مقاولة تجهيز سيارات اجرة لمدينة نيويورك. وقد امتدحت السيارة بانها سيارة المستقبل. من أهم خواص السيارة إمكانية إخراج الكراسي المتحركة من كلا جانبي السيارة وذات قابلية على حمل 3-4 ركاب بدون اية مضايقات. كما ان هناك قسم يعزل السائق عن الركاب لاجل راحة الزبائن والحفاظ على امن السائق. وتهدف كارسان إلى بيع منتوجها للمدن الكبرى في العالم.

## طرازات
- بيجو بارتنر (1997-الآن).
- فيات دوكاتو (2001-الآن).
- Karsan J9 Premier (2006–2010).
- Hyundai Truck (2007–الآن).
- Citroen Berlingo (2008–الآن).
- Renault Premium (2008–الآن).
- Renault Kerax (2009–الآن).
- BredaMenarinibus Vivacity (2010–الآن).
- BredaMenarinibus Avancity (2010–الآن).
- Karsan J10 (2010–الآن).
- كارسان (نموذج أولي).

## وصلات خارجية
- الموقع الرسمي
- Karsan Taxi NYC
- Karsan J9 Premier based on Peugeot J9